# 아라야역 (군마현)
아라야역(일본어: 新屋駅, あらやえき)은 일본 군마현 마에바시시에 있는 조모 전기 철도 조모 전기 철도 조모 선의 역이다.

## 역 구조
단선 승강장 1면 1선의 지상역으로 무인역이다.

## 역 주변
주택지와 인접하고 있다.

## 역사
- 1928년 11월 10일: 영업 개시.

## 인접역
| ■ 조모 전기 철도 조모 선   | ■ 조모 전기 철도 조모 선 | ■ 조모 전기 철도 조모 선 |
| -------------------------- | ------------------------ | ------------------------ |
| 기타하라 주오마에바시 방면 |                          | 가스카와 니시키류 방면   |